# Riddu Riđđu

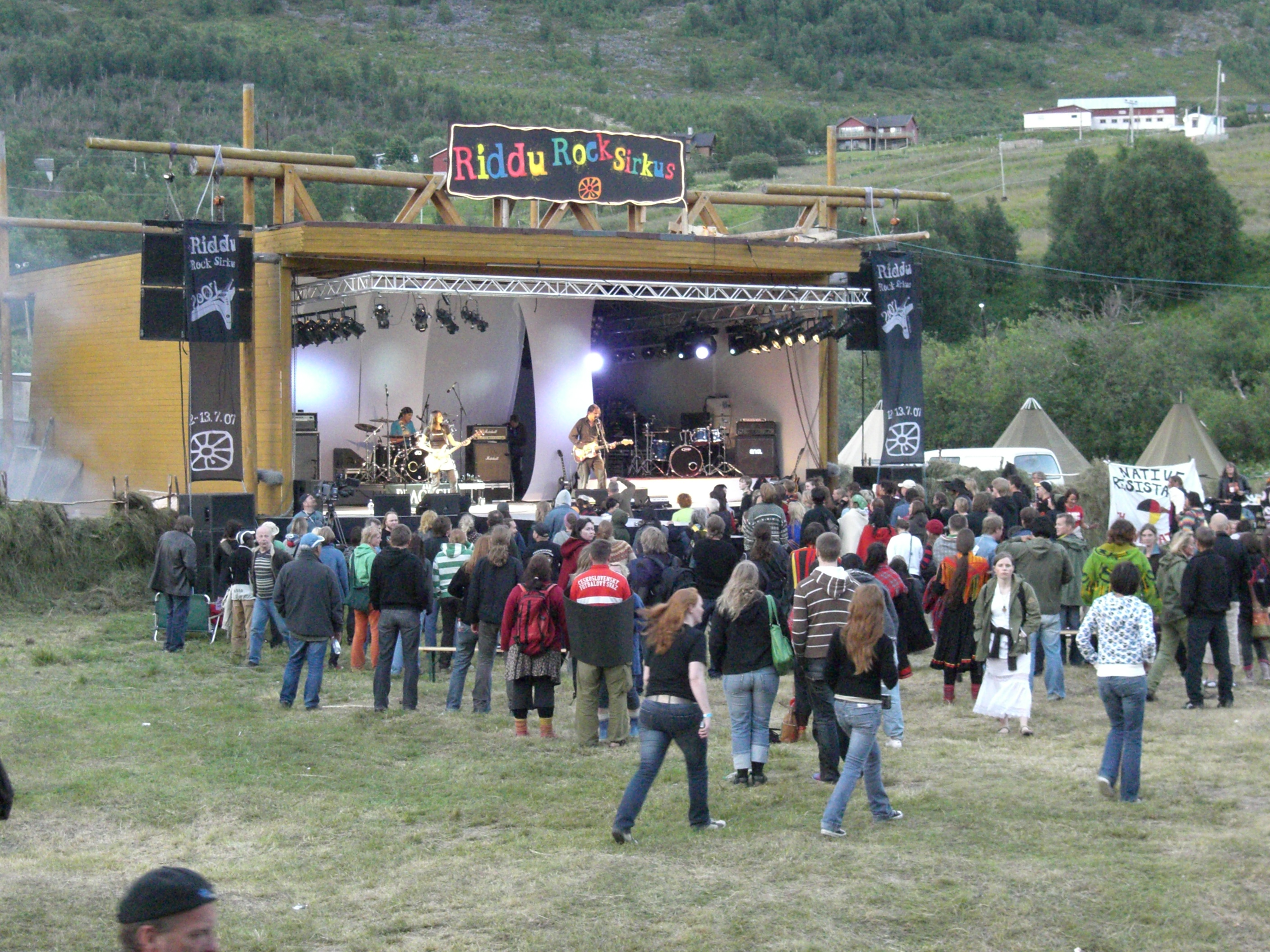
concert à Riddu Riđđu

Riddu Riđđu est un festival de musique sami, créé en 1991, et qui s'est ouvert depuis, aux autres musiques du monde. Il a lieu à Olmmáivággi (Manndalen), commune de Gáivuotna - Kåfjord en Norvège.